# Sukth
Sukth ([sukθ]; bepaalde vorm: Sukthi) is na de gemeentelijke herinrichting van 2015 een deelgemeente (njësitë administrative përbërëse) van de Albanese stad (bashkia) Durrës, gelegen tussen de havenstad Durrës in het westen en de nationale hoofdstad Tirana in het oosten. De stad ligt aan de Adriatische Zeekust, waarvan ze zeven kilometer verwijderd is. Sukth ligt aan de rivier de Erzen.

## Geografie
De Erzen verdeelt Sukth in twee stadsdelen, een ouder en een nieuwer. Het nieuwe gedeelte, op de rechteroever van de rivier, wordt Sukth i Ri ('nieuw Sukth') genoemd. De stad ligt midden in de kustvlakte rond Durrës, ongeveer drie kilometer ten noordwesten van het historische marktstadje Shijak. Het landschap rond Sukth bestaat voornamelijk uit landbouwgebied en industrieterreinen langs de hoofdweg.
Tot de deelgemeente Sukth behoren naast het stadscentrum ook de kernen Hamallaj, Hidrovori, Kullë, Perlat, Rushkull en Vadardhë.

## Demografie en levensomstandigheden
Sinds het begin van de jaren 1990 kent Sukth een sterke immigratie uit vooral de noordelijke en oostelijke streken van het land. Meer dan 50 procent van de huishoudens verklaarde tijdens een onderzoek in 2008 zich na 1990 in de stad te hebben gevestigd, en ruim de helft beschikt niet over de nodige bouwvergunning. In ongeveer een vijfde van de huishoudens was de grootste broodwinner op dat moment in het buitenland werkzaam.

## Politiek
De burgemeester van Sukth is sinds de gemeenteraadsverkiezingen van 2011 Sherif Fortuzi van de centrumrechtse PD, de partij van premier Sali Berisha. De legislatuur loopt tot 2015.

## Vervoer
De spoorlijn van de HSH tussen Durrës en Tirana loopt door Sukth, net zoals de hoofdweg SH2, die eveneens Durrës met Tirana verbindt. Aan het station van Sukth stoppen echter uitsluitend 's zomers treinen. Over het traject tussen Durrës en Vorë valt de SH2 samen met de A1, die Durrës met Kosovo verbindt.

## Sport
Voetbalclub KF Sukthi speelt in de Kategoria e Dytë, de derde klasse in het Albanese voetbal. De vereniging werkt haar thuiswedstrijden af in het Stadiumi Sukthi i Ri in de gelijknamige wijk, dat plaats biedt aan duizend toeschouwers.
Bajram Curri · Ballsh · Belsh · Berat · Bilisht · Bulqizë · Burrel · Cërrik · Çorovodë · Delvinë · Divjakë · Durrës · Elbasan · Ersekë · Fier · Fushë-Arrëz · Fushë-Krujë · Gjirokastër · Gramsh · Himarë · Kamëz · Kavajë · Këlcyrë · Klos · Konispol · Koplik · Korçë · Krujë · Krumë · Kuçovë  · Kukës · Laç · Leskovik · Lezhë · Libohovë · Librazhd · Lushnjë · Maliq · Mamurras · Manëz · Memaliaj · Orikum · Patos · Peqin  · Përmet · Peshkopi · Pogradec · Poliçan · Prrenjas · Pukë · Roskovec · Rrëshen · Rrogozhinë · Rubik · Sarandë · Selenicë · Shijak · Shkodër · Sukth · Tepelenë · Tirana · Urë Vajgurore · Vau i Dejës · Vlorë · Vorë